# Zin li fik
Zin li fik és una pel·lícula dramàtica del 2015 dirigida per Nabil Ayouch sobre el món de la prostitució a Marràqueix. Es va projectar a la secció de la Quinzena de Cineastes del 68è Festival Internacional de Cinema de Canes. La pel·lícula va estar prohibida al Marroc per presumpte «ultratge als valors morals i a la dona marroquina». També es va projectar a la secció Contemporary World Cinema del Festival Internacional de Cinema de Toronto 2015.
És una de les primeres pel·lícules que aborda el tema de la prostitució al Marroc. Seguint la vida de quatre treballadores sexuals, posa en primer pla la seva explotació per part dels proxenetes i la corrupció de la policia que arriba a beneficiar-se del negoci. La pel·lícula va provocar un debat nacional abans d'estrenar-se quan se'n van robar imatges en brut i sense editar i es van filtrar a internet. L'actriu principal va rebre amenaces de mort i les autoritats religioses van condemnar la pel·lícula per retratar una imatge negativa del Marroc, amb les seves representacions de sexe extramatrimonial i opinions simpàtiques cap als homosexuals.
Loubna Abidar, la protagonista que interpreta el paer de Noha, va enganyar el cineasta Nabil Ayouch durant el procés de càsting, arribant a disfressar-se de prostituta per a passar el càsting.